# Братська могила
Бра́тська моги́ла — місце поховання двох чи групи людей, які загинули в один час під час бойових дій, масових репресій чи померли в один час від епідемій, голоду, хвороб, природних, соціальних, техногенних катастроф, у загальній могилі з загальним надгробком. У переважної більшості братських могил відсутні окремі могили й індивідуальні надгробки. Такі об’єкти мають власний номер і позначаються на картах. Дані про осіб, які поховані в братських могилах, як правило, невідомі. Поховання поділяються на цивільні й військові.

## Історія

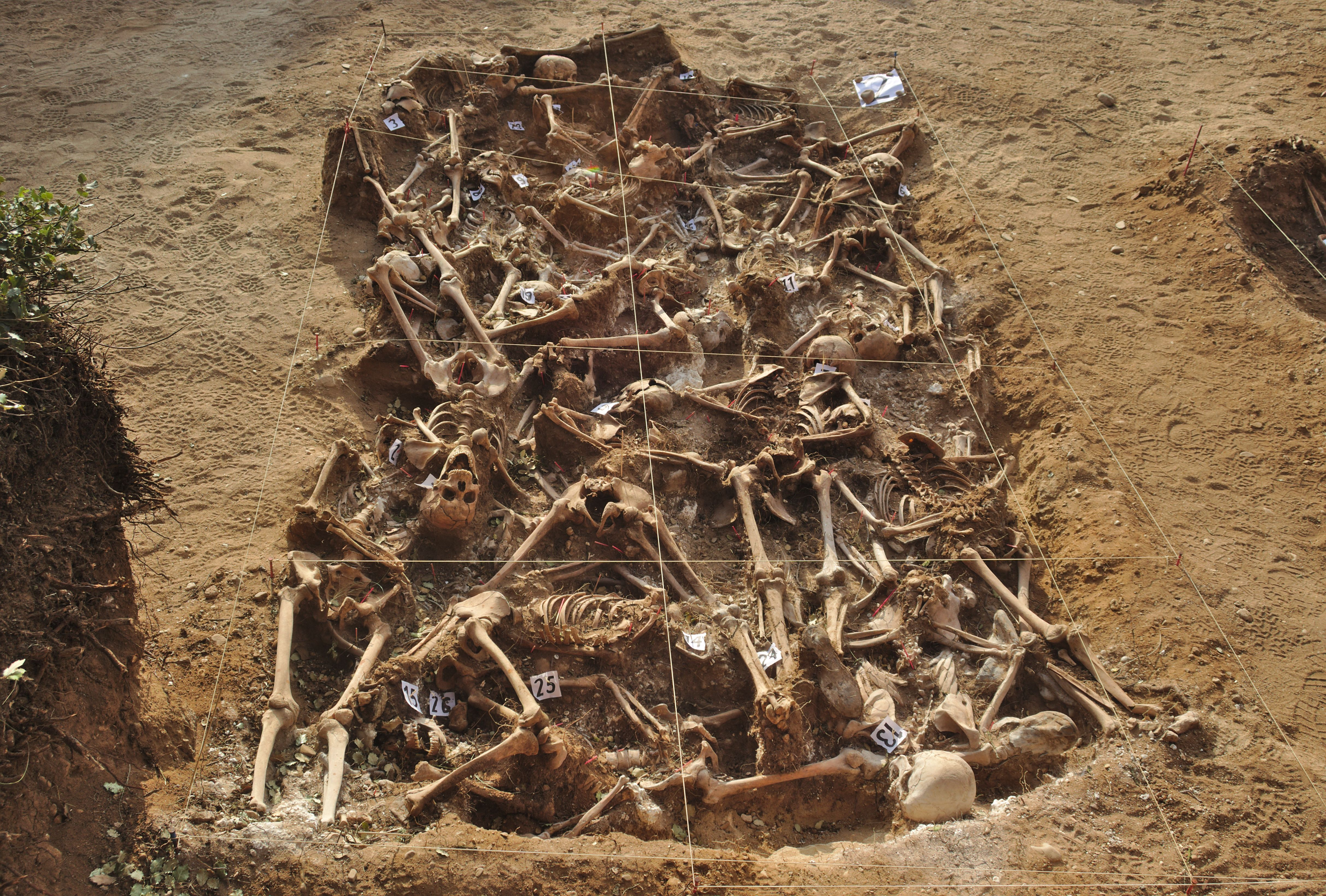
Братська могила 26 жертв громадянської війни в Іспанії 1936 року, розкопана у 2014 році.

Масові або спільні поховання були поширеною практикою до того, як у 1873 році Людовіко Брунетті розробив надійну кремаційну камеру.
У Стародавньому Римі відходи і трупи бідняків скидали в братські могили, які називалися путікули.
У Парижі практика масових поховань і, зокрема, стан Cimetière des Innocents змусили Людовіка XVI ліквідувати паризькі кладовища. Останки були вилучені та поміщені в паризьке метро, утворивши ранні катакомби. Тільки Le Cimetière des Innocents потрібно було вивезти 6 000 000 мертвих. Поховання розпочалося за межами міста на нинішньому кладовищі Пер-Лашез.
В Україні 28 тисяч братських могил залишила по собі Друга світова війна. Перша братська могила за часів Незалежності з'явилася в Україні 2 травня 2024 року на кладовищі "Садгора" у м. Чернівцях, де поховали 16 військовослужбовців 108 окремого гірсько-штурмового батальйону  10 окремої гірсько-штурмової бригади «Едельвейс», які загинули в результаті ворожого авіанальоту на Київщину у березні 2022 року.

## Галерея

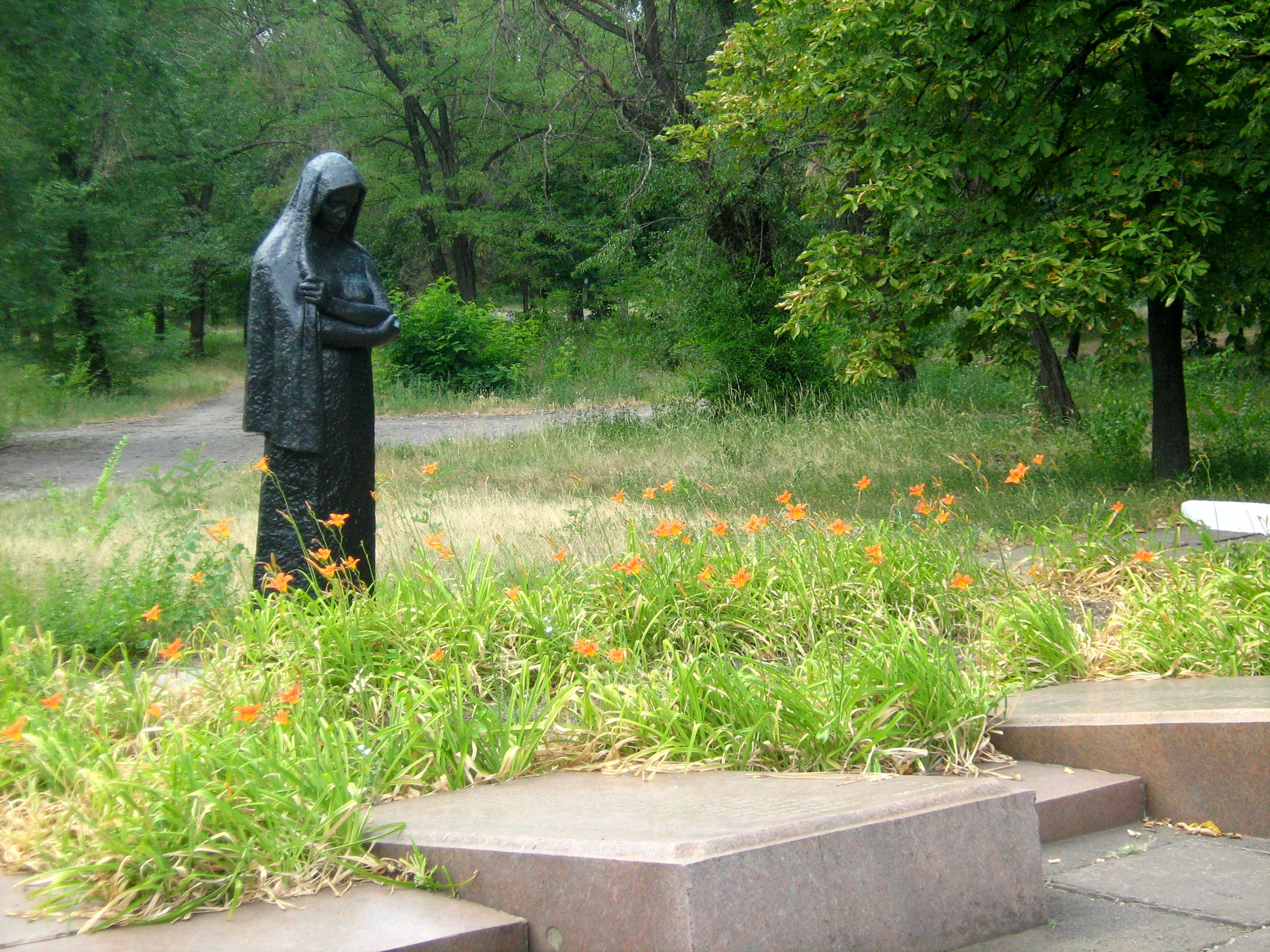
Братська могила «Скорботна мати»

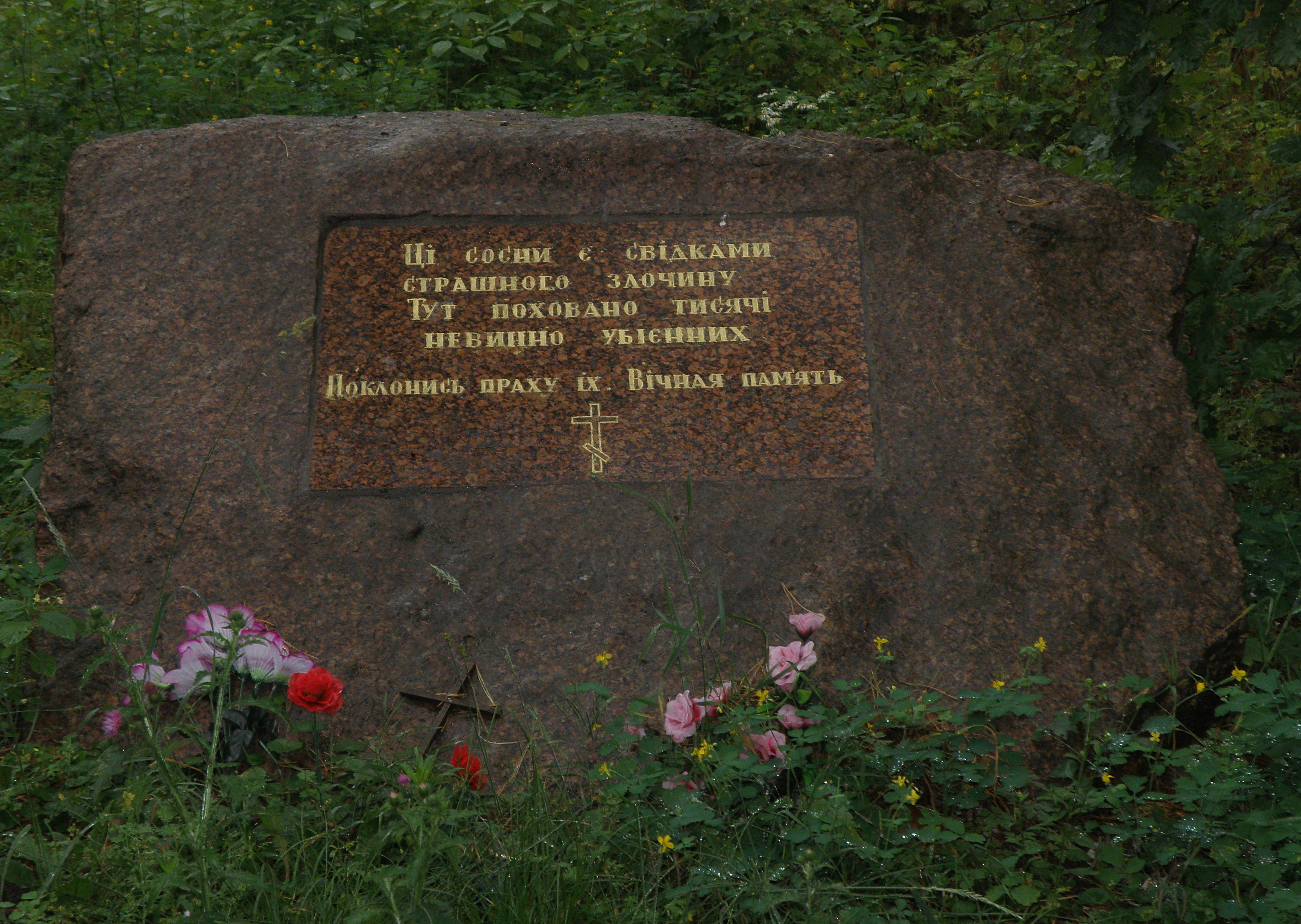
Один з пам'ятників на території заповідника «Биківнянські могили» під Києвом на місці масових поховань
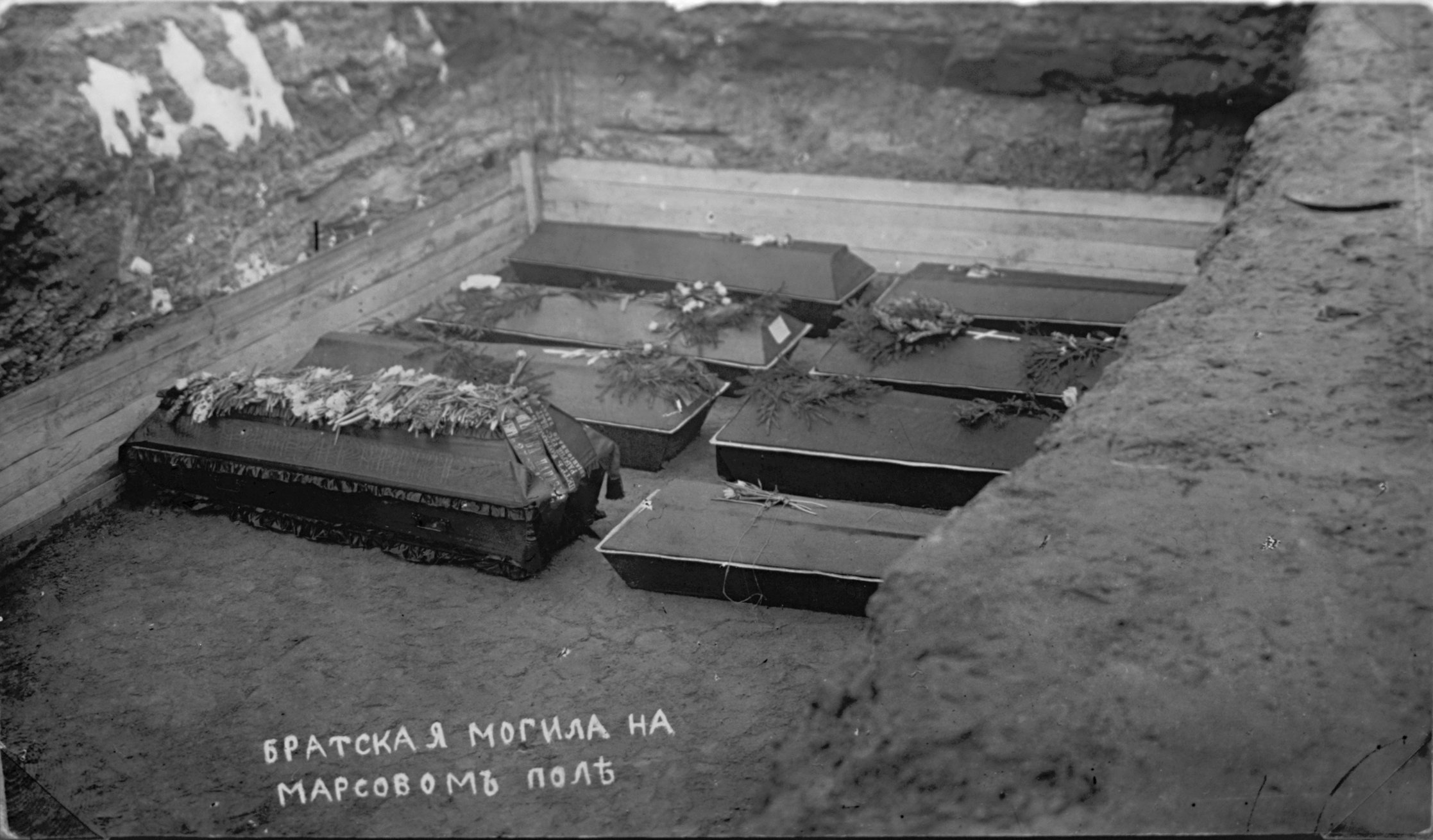
Братська могила на Марсовому полі, Санкт-Петербург, Російська Федерація
Братська могила вояків дивізії «Галичина» під Фельдбахом, Австрія
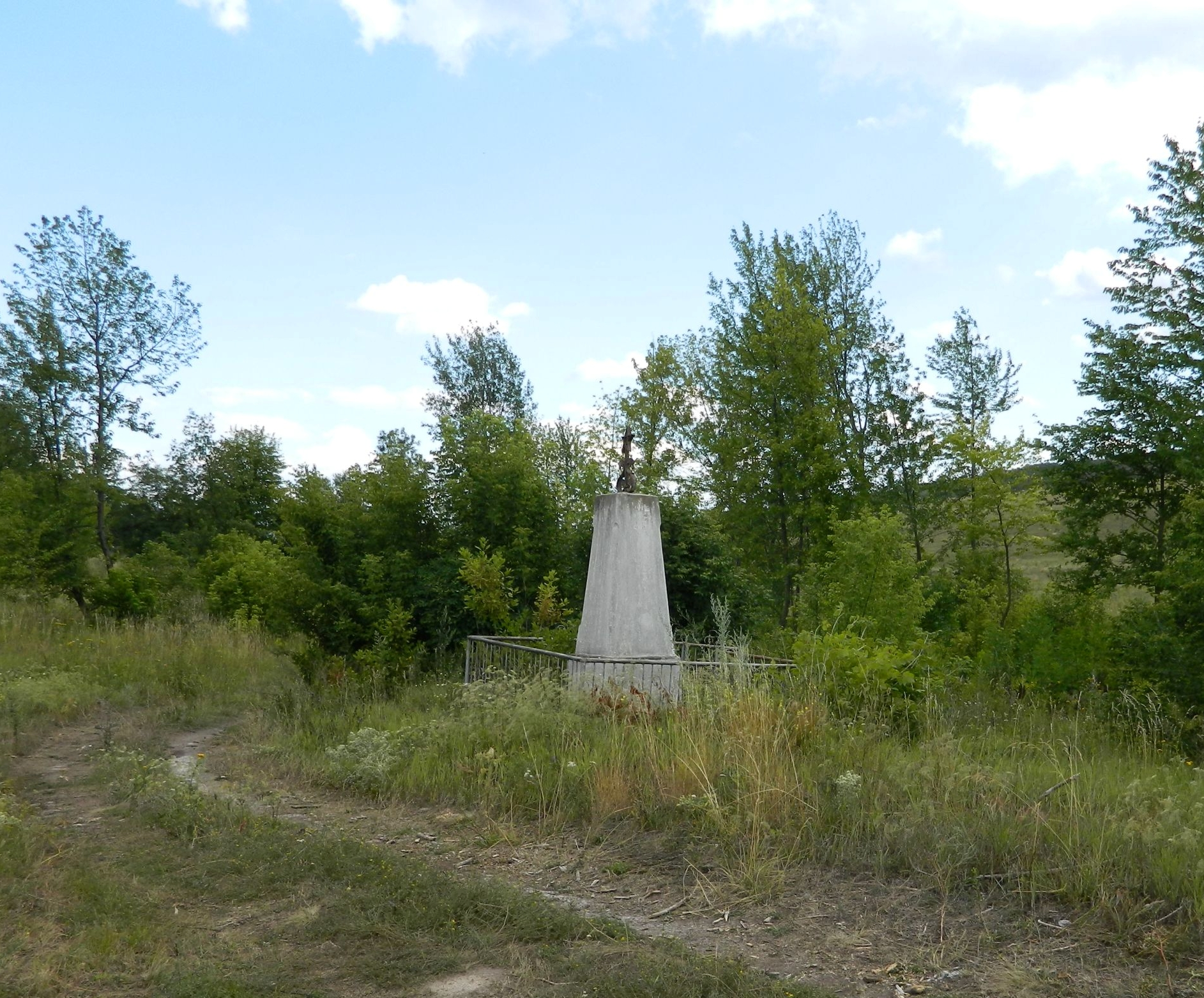
Братська могила часів громадянської війни, 1923 р. Село Писарівщина, Диканський район, Україна
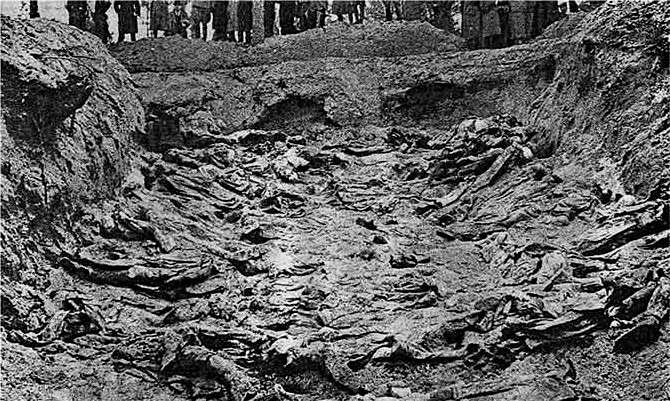
Могила польських офіцерів, убитих НКВС у Катині в 1940 році, під час ексгумації (1943)